# Белов, Николай Петрович
Николай Петрович Белов (р. 18.7.1965, д. Егоркино, Шумерлинский район, Чувашская АССР) — советский и российский тренер, советский борец. Заслуженный тренер Российской Федерации (2004). Мастер спорта СССР по вольной борьбе (1989).
Подготовил несколько мастеров спорта России, в том числе чемпионку мира, участницу 28-х и и 29-х летних Олимпийских игр О. В. Смирнову, призёра чемпионатов Европы Н. В. Смирнову.
Воспитанник секции борьбы Новочебоксарского ПТУ № 4. Окончил Камский институт физкультуры (2002). В 1988-99 работал тренером Новочебоксарского ДЮСШ № 1.
С 2013 доцент кафедры спортивных дисциплин Чувашского государственного педагогического университета им. И. Я. Яковлева.
Тренер в Автономном учреждении Чувашской Республики «Спортивная школа олимпийского резерва № 3» Министерства физической культуры и спорта Чувашской Республики